# Castiglione d’Adda
Castiglione d’Adda ist eine Gemeinde mit 4503 Einwohnern (Stand 31. Dezember 2023) in der Provinz Lodi in der italienischen Region Lombardei.

## Ortsteile
Im Gemeindegebiet liegen neben dem Hauptort der Wohnplatz Cascinette.